# 武雄競輪場
武雄競輪場（たけおけいりんじょう）は、佐賀県武雄市にある競輪場である。施設所有および主催は武雄市。土地所有は一般財団法人清香奨学会。競技実施はJKA西日本地区本部九州支部。
電話投票における競輪場コードは84#。実況は株式会社JPFの國武賢治が担当（2024年11月まで）。愛称はオッズパーク武雄。

## 概要
武雄競輪場は1950年に開設された。記念競輪（GIII）として『大楠賞争奪戦』が毎年4月に開催されている（2016年は後述の全面改修により11月、2024年は5月に開催）。過去には1993年、1994年、2001年、2005年にふるさとダービーが、2011年、2017年には共同通信社杯（2011年は共同通信社杯春一番の名称で行われた）が、それぞれ開催された。今後は、2026年に武雄競輪場では初となる全日本プロ選手権自転車競技大会が開催される予定。
また2016年12月19日よりナイター競走が開催され、ナイターでの愛称はイメージキャラクターの「たけ丸」にちなんだ「タケマルナイトレース」となる。また12月13日よりミッドナイト競輪も開催されている。なお、2025年5月にミッドナイトでのGIIIを開催する。
イメージキャラクターはカラスの「たけ丸」で、それにちなんで「たけ丸カップ」が開催されている。また現役時代に競輪史上初めてのグランドスラムを達成した井上茂徳と、九州勢の中核として活躍し「闘将」を呼ばれた佐々木昭彦を称え、『井上茂徳杯』『佐々木昭彦杯』をそれぞれ開催している。
トータリゼータシステムは日本トーターを採用している。また2011年1月19日からの開催よりオッズパークの重勝式車券「セレクト5・セレクト7」の発売を開始し、2012年11月22日からの開催より「ランダム7」も発売される。

## バンク
- 400mを使用している[5]。直線の長さは400mバンクの中では一宮（2014年廃止）と並んで最も長い（見なし直線64.4m）。このため最後の直線では形勢が二転三転する攻防が多く、筋違いで高配当が飛び出すこともしばしばある。
- 大画面映像装置は1センター側に設置されている。
- 「夢と緑のファミリーレジャー」を、競輪場のスローガンに掲げてきた[6][7]。

## 場内改修

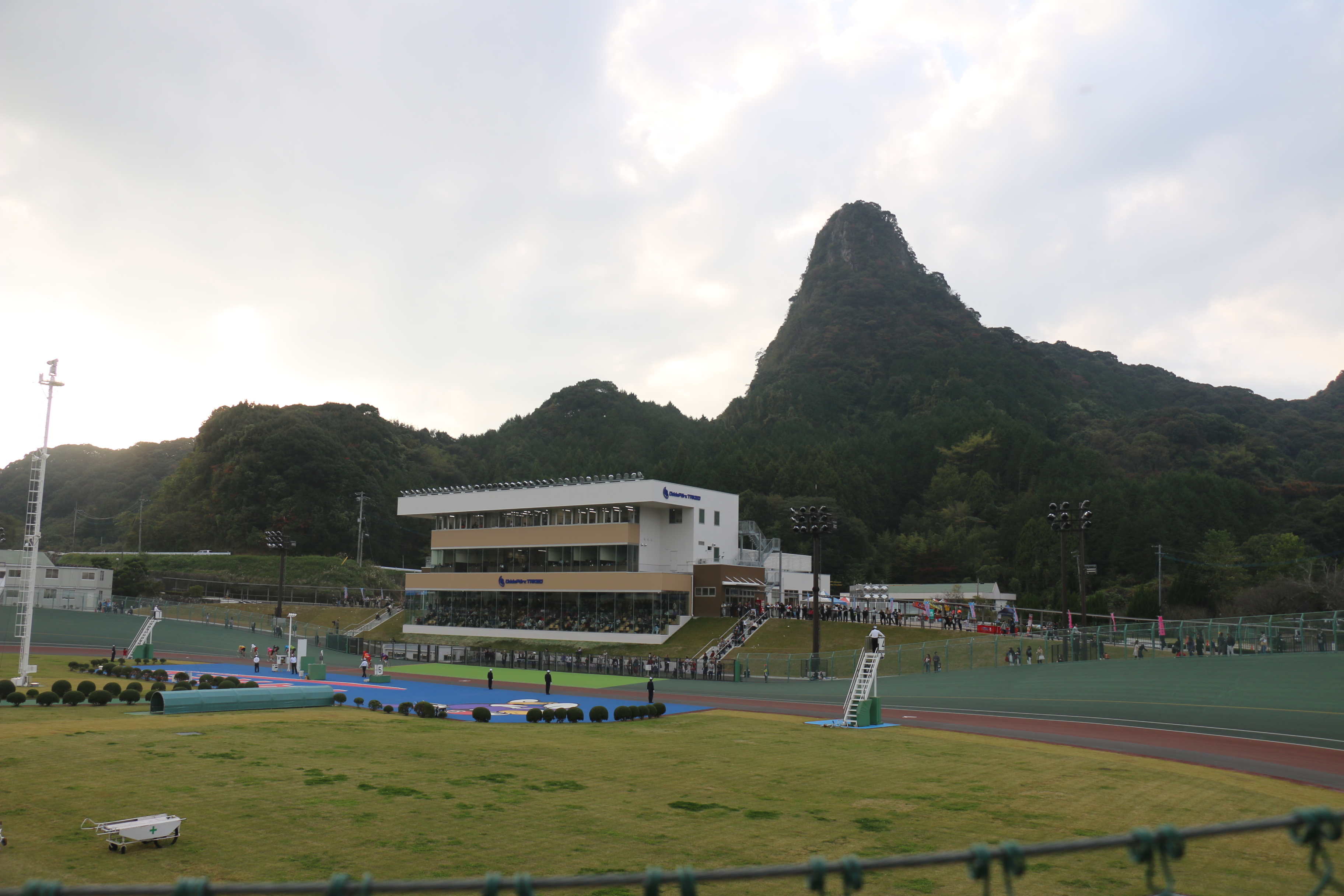
リニューアルされた武雄競輪場メインスタンド 2016年11月15日撮影

2015年10月より競輪場内の改修に着手し、2016年10月15日のリニューアルオープンまで本場開催は休止した。
メインスタンドをコンパクト化して改築し、収容人数を従来施設の7800人から1000人に縮小したことで数百人いた従業員は約50人に減らしたほか、バンクも基礎から全面改修した。またミッドナイト競輪の開催も視野に入れナイター照明設備の設置も行った。この改装に合わせて命名権が導入されることとなり、オッズパークと5年の契約を結び「オッズパーク武雄」の愛称が使用された。なお、この契約では金銭授受ではなく、ファンサービス用の景品や広報用の情報媒体の提供を受けた。
2021年9月に新たに5年間契約を延長し、2026年9月30日まで同名称を継続して使用する。

## アクセス
- JR佐世保線武雄温泉駅下車。徒歩20分。
  - 武雄温泉駅からJR九州バス嬉野線「武雄競輪場」停留所下車すぐ。
- 佐賀駅（牛津駅・江北駅・大町駅・北方駅経由）方面から祐徳自動車の無料送迎バスあり（本場開催・GIII場外発売日など）。

かつては佐世保（佐世保市交通局）、柳川・大牟田（西鉄バス）、吉井・久留米（日田バス）、熊本（熊本バス）の各方面から直行バス（無料送迎バス）を運行していたが、久留米・佐世保・熊本の競輪場でも発売される日は運行されなかった。

## 場外車券売場
直轄
- サテライト武雄 - 佐賀県武雄市武雄町大字昭和879

管轄
- サテライト宮崎 - 宮崎県宮崎市大字広原4603（2003年8月31日開設）
- サテライト門川 - 宮崎県東臼杵郡門川町大字加草130番地1（2007年8月18日開設）
- サテライト三股 - 宮崎県北諸県郡三股町大字宮村字小鷹原2075-1（2009年11月16日開設）
- サテライトみぞべ - 鹿児島県霧島市溝辺町有川字池田2356（2004年5月16日開設）
- サテライトきもつき - 鹿児島県肝属郡肝付町富山1961番地1（2007年12月6日開設）
- サテライト鹿児島 - 鹿児島県鹿児島市千日町13-26ニュー西野ビル2階（2009年11月16日移転開設）

2007年2月15日オープンの『天文館サービスセンターnaya』が2009年11月10日に閉鎖し移転
- サテライト薩摩川内 - 鹿児島県薩摩川内市永利町784番地 （2011年12月22日開設）

- サテライト長崎は2021年3月22日より施設改修で休館中だったが、そのまま閉鎖される事になった。

## 歴代記念競輪優勝者
| 年     | 優勝者     | 登録地 |
| ------ | ---------- | ------ |
| 2002年 | 小橋正義   | 新潟   |
| 2003年 | 村上義弘   | 京都   |
| 2004年 | 香川雄介   | 香川   |
| 2006年 | 濱口高彰   | 岐阜   |
| 2007年 | 齋藤登志信 | 山形   |
| 2008年 | 荒井崇博   | 佐賀   |
| 2009年 | 佐藤友和   | 岩手   |
| 2010年 | 荒井崇博   | 佐賀   |
| 2012年 | 藤木裕     | 京都   |
| 2013年 | 藤木裕     | 京都   |
| 2014年 | 荒井崇博   | 佐賀   |
| 2015年 | 浅井康太   | 三重   |
| 2016年 | 浅井康太   | 三重   |
| 2018年 | 山田英明   | 佐賀   |
| 2019年 | 荒井崇博   | 佐賀   |
| 2020年 | 松浦悠士   | 広島   |
| 2021年 | 松浦悠士   | 広島   |
| 2022年 | 平原康多   | 埼玉   |
| 2023年 | 脇本雄太   | 福井   |
| 2024年 | 深谷知広   | 静岡   |
| 2025年 | 山田庸平   | 佐賀   |
| 2026年 |            |        |

※1節4日間制開催となった、2002年4月以降の歴代記念競輪優勝者を列記。